# Lignerolles, Allier
Lignerolles là một xã ở tỉnh Allier thuộc miền trung nước Pháp.